# Henri Michel
Henri Michel (ur. 29 października 1947 w Aix-en-Provence, zm. 24 kwietnia 2018) – francuski piłkarz i trener piłkarski. W latach 1984–1988 był selekcjonerem reprezentacji Francji, z którą zdobył brązowy medal na mundialu 1986. Od 2004 do 2006 roku był trenerem drużyny narodowej Wybrzeża Kości Słoniowej, którą jako pierwszy szkoleniowiec w historii wprowadził do mistrzostw świata. Po mundialu 2006 został opiekunem piłkarzy katarskiego Al-Arabi. W październiku 2006 roku po słabym starcie w lidze dostał wymówienie. Dwa miesiące później podpisał krótkoterminowy kontrakt z egipskim Zamalkiem Kair, który rozwiązał, gdy otrzymał propozycję prowadzenia (po raz drugi w karierze) reprezentacji Maroka.

## Kariera piłkarska
Przez całą piłkarską karierę związany był z FC Nantes. Przez siedemnaście lat był jego podstawowym zawodnikiem, jednym z wyróżniających się ogniw zespołu, który pod koniec lat 70. nie miał sobie równych w lidze francuskiej. Bogatą, zarówno w krajowe trofea, jak w występy w narodowej reprezentacji, karierę zakończył w 1982 roku, w wieku trzydziestu pięciu lat.

## Sukcesy piłkarskie
- mistrzostwo Francji 1973, 1977 i 1980,
- wicemistrzostwo Francji 1967, 1974, 1978, 1979 i 1981,
- Puchar Francji 1979,
- finał Pucharu Francji 1970 i 1973 z FC Nantes

W reprezentacji Francji od 1967 do 1980 roku rozegrał 58 meczów i strzelił 4 gole.

## Kariera trenerska
Jeszcze jako zawodnik Nantes dostał się do sztabu selekcjonera reprezentacji Michela Hidalgo, u którego przez cztery lata terminował jako asystent. Ukoronowaniem wspólnej pracy było pierwsze w historii francuskiego futbolu mistrzostwo Europy, wywalczone na własnych boiskach w 1984 roku.
Po turnieju Hidalgo zrezygnował z prowadzenia kadry, a na swojego następcę wyznaczył właśnie Michela, który w tym samym roku, jako selekcjoner młodzieżowej reprezentacji, zdobył złoto na Igrzyskach Olimpijskich. Pierwszym sprawdzianem umiejętności nowego trenera były Mistrzostwa Świata 1986. Francuzi, z Platinim, Batsem, Tiganą i Giressem w składzie, po zwycięstwach nad faworyzowanymi Włochami i Brazylijczykami pewnie zmierzali do finału. W półfinałowym meczu z RFN przegrali jednak 0:2. Dzięki wygranej w meczu o trzecie miejsce z Belgią wracali do kraju z tarczą, a Michel pobił osiągnięcie swojego mistrza Hidalgo, który cztery lata wcześniej przegrał w meczu o brąz z Polską. W eliminacjach do Mistrzostw Europy 1988 Trójkolorowi, mimo iż w grupie wylosowali m.in. Związek Radziecki i NRD, startowali z pozycji faworytów. Jednak już po pierwszych, słabych meczach (remis z Islandią, remis i porażka z Norwegią) stracili szansę na awans z grupy. Pierwszy raz w historii obrońca trofeum nie awansował do turnieju mistrzowskiego. Henri Michel ustąpił ze stanowiska, na rzecz swojego podopiecznego Platiniego, po słabym starcie do mundialu 1990 w listopadzie 1988 roku.
Przez kolejne dwa lata pracował dla krajowego związku, a w 1991 roku, po nieudanej przygodzie w Paris Saint-Germain, na prawie trzy lata zrezygnował z pracy szkoleniowej.
W połowie lat 90. rozpoczął się zupełnie nowy etap przygody trenerskiej Michela. Najpierw po zwolnieniu Jules'a Nyonghy na kilka miesięcy przed mundialem 1994 został selekcjonerem Kamerunu, a później przez pięć lat trenował piłkarzy Maroka, z którymi w 1998 roku grał w finałach mistrzostw świata. Był również selekcjonerem Zjednoczonych Emiratów Arabskich. W 2001 roku na krótko powrócił do Europy, ale w greckim Arisie Saloniki pożegnano się z nim już po kilku pierwszych meczach. W tym samym roku wywalczył z Tunezją awans na mundial 2002, ale szefowie federacji cztery miesiące przed turniejem postanowili go zdymisjonować. Oficjalnym powodem był słaby występ reprezentacji w Pucharze Narodów Afryki.
W 2003 roku prowadzona przez niego marokańska Raja Casablanca sięgnęła po najcenniejsze klubowe trofeum w futbolu afrykańskim – Puchar Mistrzów Afryki.
Od 2004 do 2006 roku był selekcjonerem Wybrzeża Kości Słoniowej, z którym pierwszy raz w historii wywalczył awans do mistrzostw świata. Na cztery miesiące przed turniejem drużyna WKS wywalczyła wicemistrzostwo kontynentu na rozgrywanym w Egipcie Pucharze Narodów Afryki. W Niemczech "Słonie" przegrały dwa pierwsze spotkania (z Holandią i Argentyną), więc zwycięstwo w ostatnim z Serbią i Czarnogórą 3:2 miało wyłącznie charakter prestiżowy. Po mistrzostwach Michel złożył dymisję.

## Sukcesy trenerskie
- złoto na Igrzyskach Olimpijskich 1984 z młodzieżową reprezentacją Francji
- III miejsce na Mistrzostwach Świata 1986 z reprezentacją Francji
- start (runda grupowa) w Mistrzostwach Świata 1994 z reprezentacją Kamerunu
- awans do Mistrzostw Świata 1998 i start w tym turnieju (runda grupowa) oraz ćwierćfinał Pucharu Narodów Afryki 1996 z reprezentacją Maroka
- awans do Mistrzostw Świata 2002 z reprezentacją Tunezji
- awans do Mistrzostw Świata 2006 i start w tym turnieju (runda grupowa) oraz wicemistrzostwo Afryki 2006 z reprezentacją Wybrzeża Kości Słoniowej
- mistrzostwo Maroka 2004 i Puchar Mistrzów Afryki 2004 z Rają Casablanca